# اتحاد القوى الجمهورية
اتحاد القوى الجمهورية (بالفرنسية: Union des Forces Républicaines)‏ هو حزب سياسي ليبرالي في غينيا.
تأسس الحزب عام 1992، ويقود الحزب منذ 1999 رئيس الوزراء السابق لغينيا سيدي توري. أيد الحزب إضراب عام 2007.
احتل توري المركز الثالث في كل من الانتخابات الرئاسية لعامي 2010 و2015، حيث بلغت حصص التصويت 15.6٪  و6.0٪ ،  على التوالي.

## روابط خارجية
- الموقع الرسمي باللغة الفرنسية